# Lliga catalana de bàsquet masculina
|  | Aquest article tracta sobre la competició masculina. Si cerqueu la competició femenina, vegeu «Lliga catalana de bàsquet femenina». |

La Lliga catalana de bàsquet masculina, coneguda també històricament i popularment com a Lliga Catalana i com a Lliga Nacional Catalana ACB, és una competició oficial de bàsquet que organitza la Federació Catalana de Bàsquet. Va ser creada el 1980 i enfronta els millors equips de bàsquet masculí de Catalunya en un torneig que es disputa cada any a principis de temporada, durant el setembre, mitjançant el sistema de semifinals i final a partit únic. Aquesta competició va reemplaçar el «Trofeu de la Generalitat», competició que es va celebrar la temporada 1978-79 i que no va acabar de tenir èxit ni econòmicament ni per les dates en que es celebrava.
La Lliga Catalana ha estat històricament dominada pels dos grans clubs del bàsquet català, el Futbol Club Barcelona amb vint-i-cinc títols, nou d'ells de forma consecutiva entre 2009 i 2017, i el Joventut de Badalona, amb onze. Altres clubs que han guanyat la competició són el Bàsquet Manresa (1997, 1999, 2021), el Club Bàsquet Girona (1996, 2006), el Lleida Basquetbol (2002, 2003) i el Club Bàsquet Andorra (2018, 2020).

## Historial
| En negreta = Equip guanyador (1) = Nombre de campionats (prò.) = Pròrroga Nota: Noms dels equips segons l'època |

| Edició  | Temp.   | Data       | Campió                   | Res.    | Finalista              | Seu                                  | refs   |
| ------- | ------- | ---------- | ------------------------ | ------- | ---------------------- | ------------------------------------ | ------ |
| I       | 1980    | 26-11-1980 | FC Barcelona (1)         | 90-73   | Cotonificio Badalona   | Palau d'Esports de Barcelona         | [ 4 ]  |
| II      | 1981    | 29-10-1981 | FC Barcelona (2)         | 92-87   | Joventut Sony          | Palau d'Esports de Barcelona         | [ 5 ]  |
| III     | 1982    | 12-10-1982 | FC Barcelona (3)         | 122-86  | Joventut Fichet        | Palau d'Esports de Barcelona         | [ 6 ]  |
| IV      | 1983    | 15-09-1983 | FC Barcelona (4)         | 86-85   | Areslux Granollers     | Palau d'Esports de Barcelona         | [ 7 ]  |
| V       | 1984    | 12-10-1984 | FC Barcelona (5)         | 102-100 | Ron Negrita Joventut   | Pavelló Municipal, Girona            |        |
| VI      | 1985    | 24-09-1985 | FC Barcelona (6)         | 91-90   | Ron Negrita Joventut   | Pavelló Josep Mora, Mataró           |        |
| VII     | 1986    | 30-09-1986 | Ron Negrita Joventut (1) | 98-97   | FC Barcelona           | Pavelló CB Granollers                | [ 8 ]  |
| VIII    | 1987    | 11-09-1987 | RAM Joventut (2)         | 90-82   | FC Barcelona           | Palau d'Esports de Barcelona         | [ 9 ]  |
| IX      | 1988    | 24-12-1988 | RAM Joventut (3)         | 78-74   | FC Barcelona           | Palau d'Esports de Barcelona         |        |
| X       | 1989    | 04-10-1989 | FC Barcelona (7)         | 99-88   | Cacaolat Granollers    | Palau d'Esports de Barcelona         |        |
| XI      | 1990    | 12-09-1990 | Montigalà Joventut (4)   | 92-70   | FC Barcelona           | Palau d'Esports de Barcelona         |        |
| XII     | 1991    | 11-09-1991 | Montigalà Joventut (5)   | 87-73   | FC Barcelona           | Palau Sacosta, Girona                |        |
| XIII    | 1992    | 11-09-1992 | Marbella Joventut (6)    | 89-79   | FC Barcelona           | Pavelló Nou Congost, Manresa         |        |
| XIV     | 1993    | 12-09-1993 | FC Barcelona (8)         | 95-89   | 7Up Joventut           | Pavelló Girona-Fontajau              |        |
| XV      | 1994    | 04-09-1994 | 7Up Joventut (7)         | 88-72   | FC Barcelona           | Palau d'Esports de Barcelona         |        |
| XVI     | 1995    | 03-09-1995 | FC Barcelona (9)         | 92-89   | Joventut Badalona      | Pavelló del Serrallo, Tarragona      |        |
| XVII    | 1996    | 01-09-1996 | Valvi Girona (1)         | 62-61   | TDK Manresa            | Pavelló Nou Congost, Manresa         |        |
| XVIII   | 1997-98 | 31-08-1997 | TDK Manresa (1)          | 77-76   | Joventut Badalona      | Pavelló Girona-Fontajau              |        |
| XIX     | 1998-99 | 09-09-1998 | Joventut Badalona (8)    | 86-71   | TDK Manresa            | Palau d'Esports de Granollers        |        |
| XX      | 1999-00 | 02-09-1999 | Bàsquet Manresa (2)      | 81-65   | Joventut Badalona      | Palau d'Esports de Granollers        |        |
| XXI     | 2000-01 | 12-10-2000 | FC Barcelona (10)        | 76-67   | Bàsquet Manresa        | Palau d'Esports de Barcelona         |        |
| XXII    | 2001    | 27-09-2001 | FC Barcelona (11)        | 95-73   | DKV Joventut           | Palau Blaugrana, Barcelona           |        |
| XXIII   | 2002    | 26-09-2002 | Caprabo Lleida (1)       | 80-70   | FC Barcelona           | Pavelló Barris Nord, Lleida          |        |
| XXIV    | 2003    | 01-10-2003 | Caprabo Lleida (2)       | 68-65   | FC Barcelona           | Pavelló Barris Nord, Lleida          |        |
| XXV     | 2004-05 | 12-10-2004 | FC Barcelona (12)        | 83-63   | Plus Pujol Lleida      | Palau Sant Jordi, Barcelona          |        |
| XXVI    | 2005-06 | 09-10-2005 | DKV Joventut (9)         | 79-78   | FC Barcelona           | Pavelló Olímpic de Badalona          |        |
| XXVII   | 2006-05 | 17-09-2006 | Akasvayu Girona (2)      | 73-51   | Winterthur Barcelona   | Pavelló Girona-Fontajau              |        |
| XXVIII  | 2007-08 | 23-09-2007 | DKV Joventut (10)        | 84-66   | Akasvayu Girona        | Pavelló Olímpic de Badalona          |        |
| XXIX    | 2008-09 | 21-09-2008 | DKV Joventut (11)        | 95-83   | Regal FC Barcelona     | Palau Blaugrana, Barcelona           |        |
| XXX     | 2009-10 | 27-09-2009 | Regal FC Barcelona (13)  | 62-38   | DKV Joventut           | Palau Sant Jordi, Barcelona          |        |
| XXXI    | 2010-11 | 19-09-2010 | Regal FC Barcelona (14)  | 95-79   | DKV Joventut           | Palau Sant Jordi, Barcelona          |        |
| XXXII   | 2011-12 | 26-09-2011 | Regal FC Barcelona (15)  | 94-54   | FIATC Joventut         | Pavelló Nou Congost, Manresa         |        |
| XXXIII  | 2012-13 | 26-09-2012 | Regal FC Barcelona (16)  | 76-69   | FIATC Joventut         | Pavelló Olímpic de Badalona          | [ 10 ] |
| XXXIV   | 2013-14 | 10-10-2013 | FC Barcelona (17)        | 85-73   | FIATC Joventut         | Pavelló Girona-Fontajau              |        |
| XXXV    | 2014-15 | 02-10-2014 | FC Barcelona (18)        | 104-93  | Morabanc Andorra       | Palau d'Esports, La Seu d'Urgell     | [ 11 ] |
| XXXVI   | 2015-16 | 26-09-2015 | FC Barcelona Lassa (19)  | 68-65   | Morabanc Andorra       | Pavelló CB Granollers                |        |
| XXXVII  | 2016-17 | 29-09-2016 | FC Barcelona Lassa (20)  | 77-63   | Bàsquet Manresa        | Pavelló Joan Alay, Andorra la Vella  | [ 12 ] |
| XXXVIII | 2017-18 | 01-05-2018 | FC Barcelona Lassa (21)  | 89-70   | Morabanc Andorra       | Pavelló Olímpic de Reus              | [ 13 ] |
| XXXIX   | 2018-19 | 09-09-2018 | Morabanc Andorra (1)     | 94-76   | FC Barcelona Lassa     | Pavelló Barris Nord, Lleida          | [ 14 ] |
| XL      | 2019-20 | 11-09-2019 | FC Barcelona (22)        | 93-92   | Morabanc Andorra       | Pavelló Olímpic de Badalona          | [ 15 ] |
| XLI     | 2020-21 | 06-09-2020 | Morabanc Andorra (2)     | 85-84   | FC Barcelona           | Palau Blaugrana, Barcelona           | [ 16 ] |
| XLII    | 2021-22 | 05-09-2021 | BAXI Manresa (3)         | 81-70   | FC Barcelona           | Pavelló Nou Congost, Manresa         | [ 17 ] |
| XLIII   | 2022-23 | 22-09-2022 | FC Barcelona (23)        | 92-82   | Club Joventut Badalona | Palau d'Esports Catalunya, Tarragona | [ 18 ] |
| XLIV    | 2023-24 | 12-09-2023 | FC Barcelona (24)        | 81-79   | Baxi Manresa           | Pavelló Barris Nord, Lleida          | [ 19 ] |
| XLV     | 2024-25 | 15-09-2024 | FC Barcelona (25)        | 98-81   | Baxi Manresa           | Palau d'Esports Catalunya, Tarragona | [ 20 ] |

## Palmarès
| Equip                           | Campió | Subcampió | Finals | Anys campió | Anys subcampió                                                                           |
| ------------------------------- | ------ | --------- | ------ | --- | ---------------------------------------------------------------------------------------- |
| Futbol Club Barcelona           | 25     | 15        | 40     | 1980, 1981, 1982, 1983, 1984, 1985, 1989, 1993, 1995, 2000, 2001, 2004, 2009, 2010, 2011, 2012, 2013, 2014, 2015, 2016, 2017, 2019, 2022, 2023, 2024 | 1986, 1987, 1988, 1990, 1991, 1992, 1994, 2002, 2003, 2005, 2006, 2008, 2018, 2020, 2021 |
| Club Joventut de Badalona       | 11     | 15        | 26     | 1986, 1987, 1988, 1990, 1991, 1992, 1994, 1998, 2005, 2007, 2008                                                                                     | 1981, 1982, 1984, 1985, 1993, 1995, 1997, 1999, 2001, 2009, 2010, 2011, 2012, 2013, 2022 |
| Bàsquet Manresa                 | 3      | 6         | 9      | 1997, 1999, 2021 | 1996, 1998, 2000, 2016, 2023, 2024                                                       |
| Bàsquet Club Andorra            | 2      | 4         | 6      | 2018, 2020 | 2014, 2015, 2017, 2019                                                                   |
| Club Bàsquet Sant Josep Girona  | 2      | 1         | 3      | 1996, 2006 | 2007                                                                                     |
| Club Esportiu Lleida Basquetbol | 2      | 1         | 3      | 2002, 2003 | 2004                                                                                     |
| Club Bàsquet Granollers         | 0      | 2         | 2      | — | 1983, 1989                                                                               |
| CB Círcol Catòlic               | 0      | 1         | 1      | — | 1980                                                                                     |

## Estadístiques

### Premi MVP de la competició
| Edició  | Temp. | MVP                             | Posició            |
| ------- | ----- | ------------------------------- | ------------------ |
| I       | 1980  |                                 |                    |
| II      | 1981  |                                 |                    |
| III     | 1982  | Josep Maria Margall (JOV)       | Aler               |
| IV      | 1983  |                                 |                    |
| V       | 1984  | Juan Antonio San Epifanio (FCB) | Aler               |
| VI      | 1985  | Andrés Jiménez (JOV)            | Aler pivot         |
| VII     | 1986  | Mike Schultz (JOV)              | Pivot              |
| VIII    | 1987  | Reggie Johnson (JOV)            | Aler pivot / Pivot |
| IX      | 1988  |                                 |                    |
| X       | 1989  |                                 |                    |
| X       | 1989  |                                 |                    |
| XI      | 1990  |                                 |                    |
| XII     | 1991  | Corny Thompson (JOV)            | Aler Pivot         |
| XIII    | 1992  | Josep Pujolràs (MAN)            | Aler               |
| XIV     | 1993  | Jordi Villacampa (JOV)          | Aler / Escorta     |
| XV      | 1994  | Arturas Karnisovas (FCB)        | Aler               |
| XVI     | 1995  | Arturas Karnisovas (FCB)        | Aler               |
| XVII    | 1996  | Christopher Corchiani (GIR)     | Base               |
| XVIII   | 1997  | Derrick Alston (MAN)            | Aler pivot / Pivot |
| XIX     | 1998  | Iván Corrales (JOV)             | Base               |
| XX      | 1999  | Paco Vázquez (MAN)              | Escorta            |
| XXI     | 2000  | Juan Carlos Navarro (FCB)       | Escorta            |
| XXII    | 2001  |                                 |                    |
| XXIII   | 2002  | Roger Grimau (LLE)              | Escorta            |
| XXIV    | 2003  | Roger Esteller (LLE)            | Aler               |
| XXV     | 2004  | Roberto Dueñas (FCB)            | Pivot              |
| XXVI    | 2005  | Alex Mumbrú (JOV)               | Aler               |
| XXVII   | 2006  | Arriel McDonald (GIR)           | Base               |
| XXVIII  | 2007  | Rudy Fernández (JOV)            | Aler / Escorta     |
| XXIX    | 2008  | Demond Mallet (JOV)             | Base               |
| XXX     | 2009  | Ricky Rubio (FCB)               | Base               |
| XXXI    | 2010  | Terence Morris (FCB)            | Aler pivot         |
| XXXII   | 2011  |                                 |                    |
| XXXIII  | 2012  |                                 |                    |
| XXXIV   | 2013  | Àlex Abrines (FCB)              | Aler / Escorta     |
| XXXV    | 2014  | Ante Tomic (FCB)                | Pivot              |
| XXXVI   | 2015  | Pau Ribas (FCB)                 | Escorta            |
| XXXVII  | 2016  | Justin Doellman (FCB)           | Aler pivot         |
| XXXVIII | 2017  | Ante Tomic (FCB)                | Pivot              |
| XXXIX   | 2018  | Michele Vitali (AND)            | Escorta            |
| XL      | 2019  | Nikola Mirotic (FCB)            | Aler pivot         |
| XLI     | 2020  | Nikola Mirotic (FCB)            | Aler pivot         |
| XLII    | 2021  | Ismaël Bako (MAN)               | Pivot              |
| XLIII   | 2022  | Nicolás Laprovittola (FCB)      | Base               |
| XLIV    | 2023  | Nicolás Laprovittola (FCB)      | Base               |
| XLV     | 2024  | Willy Hernangómez (FCB)         |                    |